# Helmut Jachnow
Helmut Jachnow (* 6. Februar 1939 in Kienitz) ist ein deutscher Slawist.
Nach dem Studium der Slawistik und Anglistik an der Freien Universität Berlin promovierte Helmut Jachnow 1968 und trat danach eine Stelle als Assistent an der Universität Konstanz an. Nach der Habilitation wurde er von dort 1976 als Professor für slavische Sprachwissenschaft an die Universität Bochum berufen, wo er bis zu seiner Emeritierung im Jahr 2004 blieb. Er war ein Gründungsmitglied des slawistischen Konstanzer Kreises.
Jachnow veröffentlichte in den 1970er Jahren zusammen mit Wolfgang Girke Arbeiten zur sowjetischen Soziolinguistik, später arbeitete er vor allem zur funktionalen Sprachbeschreibung. Jachnow und Girke haben an der damaligen Reformuniversität Konstanz wesentlich zur Linguistisierung der slawischen Philologie in der Bundesrepublik beigetragen. Von übergreifender Bedeutung für die slawistische Lehre waren die von Jachnow herausgegebenen Handbücher zur sprachwissenschaftlichen Russistik (1984/1999). Seit 1985 ist er Herausgeber der Reihe „Slavistische Studienbücher“ (Neue Folge).

## Schriften
- Helmut Jachnow, Boris Norman, Adam E. Suprun, Tina Idrizovic, Zilka (Hrsg.): „Quantität und Graduierung als kognitiv-semantische Kategorien“ Wiesbaden 2001, ISBN 3-447-04408-X